# Polybetes martius
Espèce
Synonymes
- Olios martius Nicolet, 1849
- Olios hispidus Nicolet, 1849

Polybetes martius est une espèce d'araignées aranéomorphes de la famille des Sparassidae.

## Distribution
Cette espèce se rencontre au Chili dans les régions de Santiago et du Maule et en Argentine,.

## Description
Les mâles mesurent de 9 à 11 mm et les femelles de 14 à 20 mm.

## Publication originale
- Nicolet, 1849 : Aracnidos. Historia física y política de Chile. Zoología, vol. 3, p. 319-543.